# 恐蛇科
恐蛇科（學名：Dinilysiidae）是一種已經滅絕的泛蛇类，生存於白堊紀晚期（科尼亞克階），分布於南美洲，其化石於阿根廷被發現。目前科下只有一个属恐蛇（Dinilysia）。

## 外部連結
- 中國恐龍網：蛇類演化史上的早期軌跡[永久]